# Mugel
Die Mugel ist ein 1630 Meter hoher Berg der Gleinalpe (bzw. deren nordöstlichen Abschnitts, der Hochalpe) bei Niklasdorf in der Steiermark. Sie gilt als Hausberg von Leoben und Niklasdorf und hat durch das Mugelschutzhaus auch Bedeutung als Etappenziel bei Fernwanderungen. Am Berg befindet sich auch die Sendeanlage Mugel.

## Lage und Umgebung
Die Mugel liegt am nördlichen Ende der Gleinalpe bzw. Hochalpe. Im Osten ist sie nur durch den flachen Wapplersattel (1540 m) vom etwas höheren Roßeck (1664 m) getrennt. Nach Westen und Norden fällt die Mugel in zwei langgestreckten Rücken zur Stadt Leoben bzw. zur Marktgemeinde Niklasdorf ab. Der Graben zwischen diesen Rücken trägt den Namen Brandgraben. Vom weiter östlich gelegenen Niklasdorfgraben aus führt eine nicht öffentliche Straße zur Sendeanlage und weiter zum Mugelschutzhaus. Die Südseite der Mugel ist steiler, hier fällt der Berg direkt und weitgehend weglos in den Kleinen Gößgraben ab.
Das Gipfelkreuz der Mugel wurde vom Niklasdorfer Künstler Georg Brandner gestaltet.

## Mugelschutzhaus & Wege
Das Schutzhaus wurde 1904 vom ÖTK erbaut und erhielt später den Namen des Sektionsvorstands Jakob-Hans Prosl. 2011 bis 2013 wurde die Hütte als Mugelschutzhaus neu errichtet (1626 m).
Über den Gipfel der Mugel laufen der Nord-Süd-Weitwanderweg, der auch Teil des Europäischen Fernwanderweges E6 ist. Somit hat das Mugelschutzhaus auch Bedeutung als Etappenziel für Fernwanderer. Der Wanderweg läuft, von Leoben kommend, über den langgezogenen Westrücken der Mugel bergan und anschließend vom Mugelschutzhaus weiter über den Sattel nach Osten in Richtung Roßeck, zweigt dann jedoch vor dessen Gipfel nach Süden in Richtung Trasattel ab. Ein weiterer Wanderweg (Nr. 519) führt von Norden aus Richtung Niklasdorf auf den Gipfel, andere Wege erreichen die Mugel von Osten via Roßeck.

Galerie
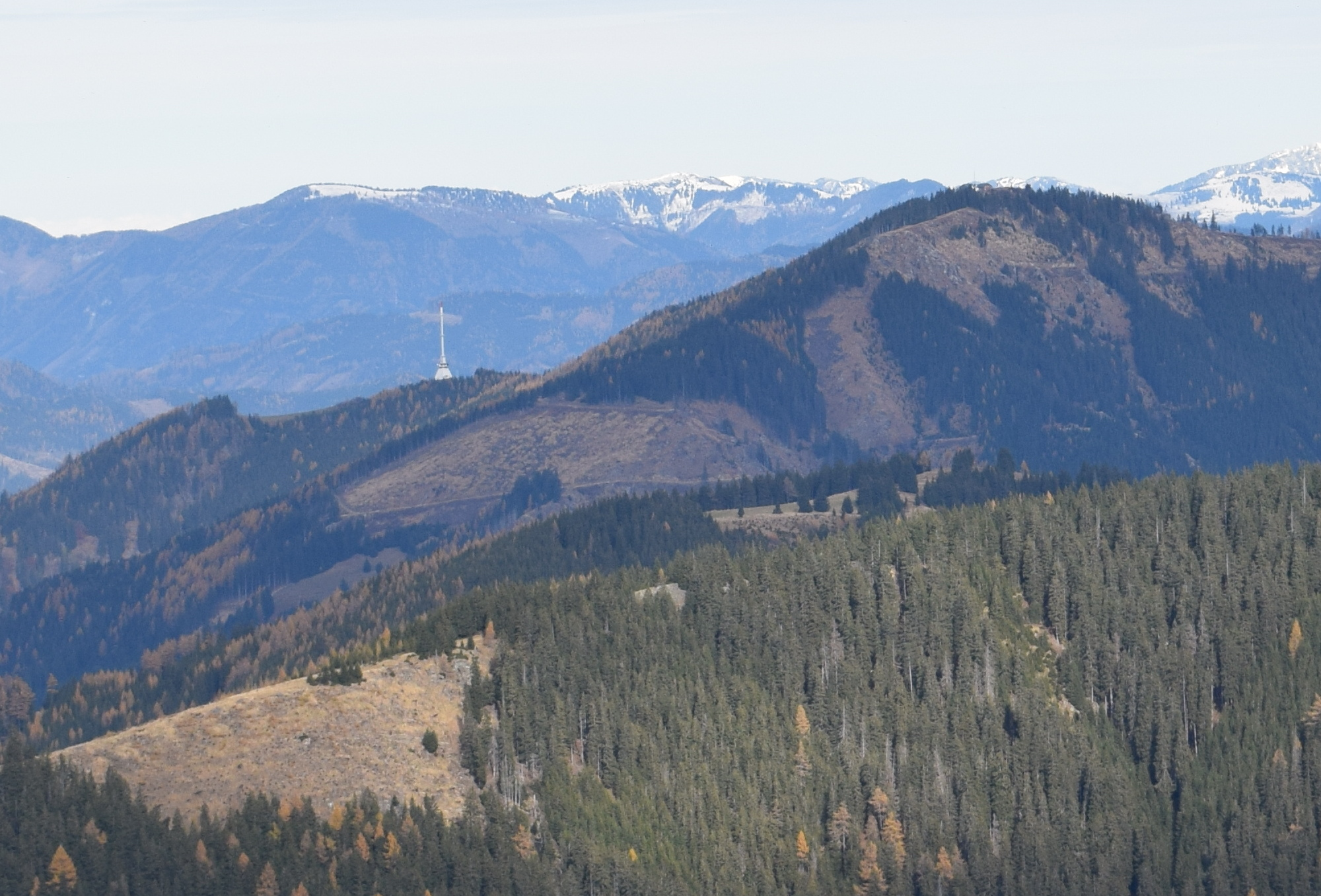
Sender und Mugelgipfel, Blick von der Fensteralm nach Norden
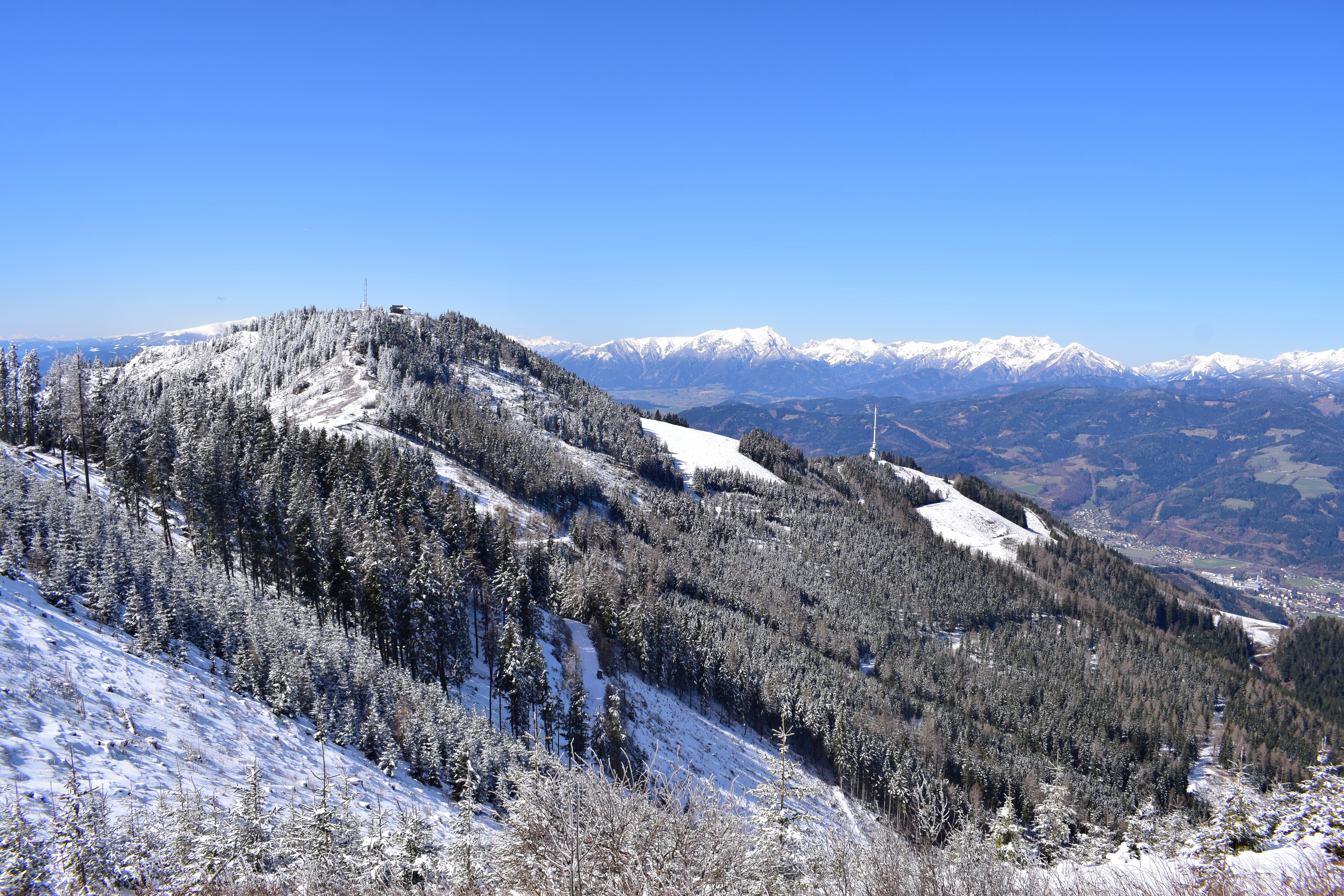
Blick vom Roßeck nach Westen auf Mugelgipfel mit Schutzhaus und Sender
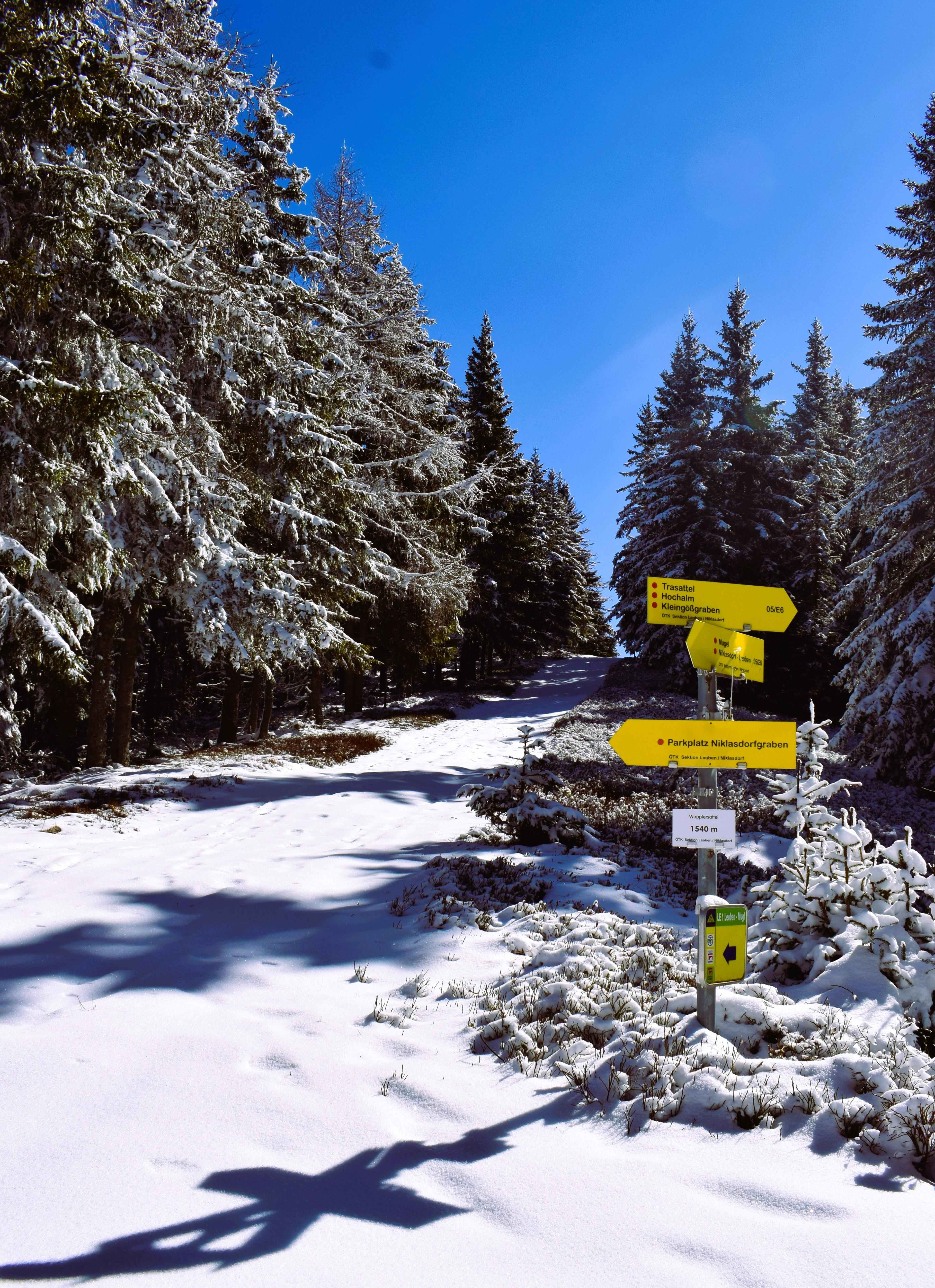
Wegkreuz am Wapplersattel, Blickrichtung Roßeck
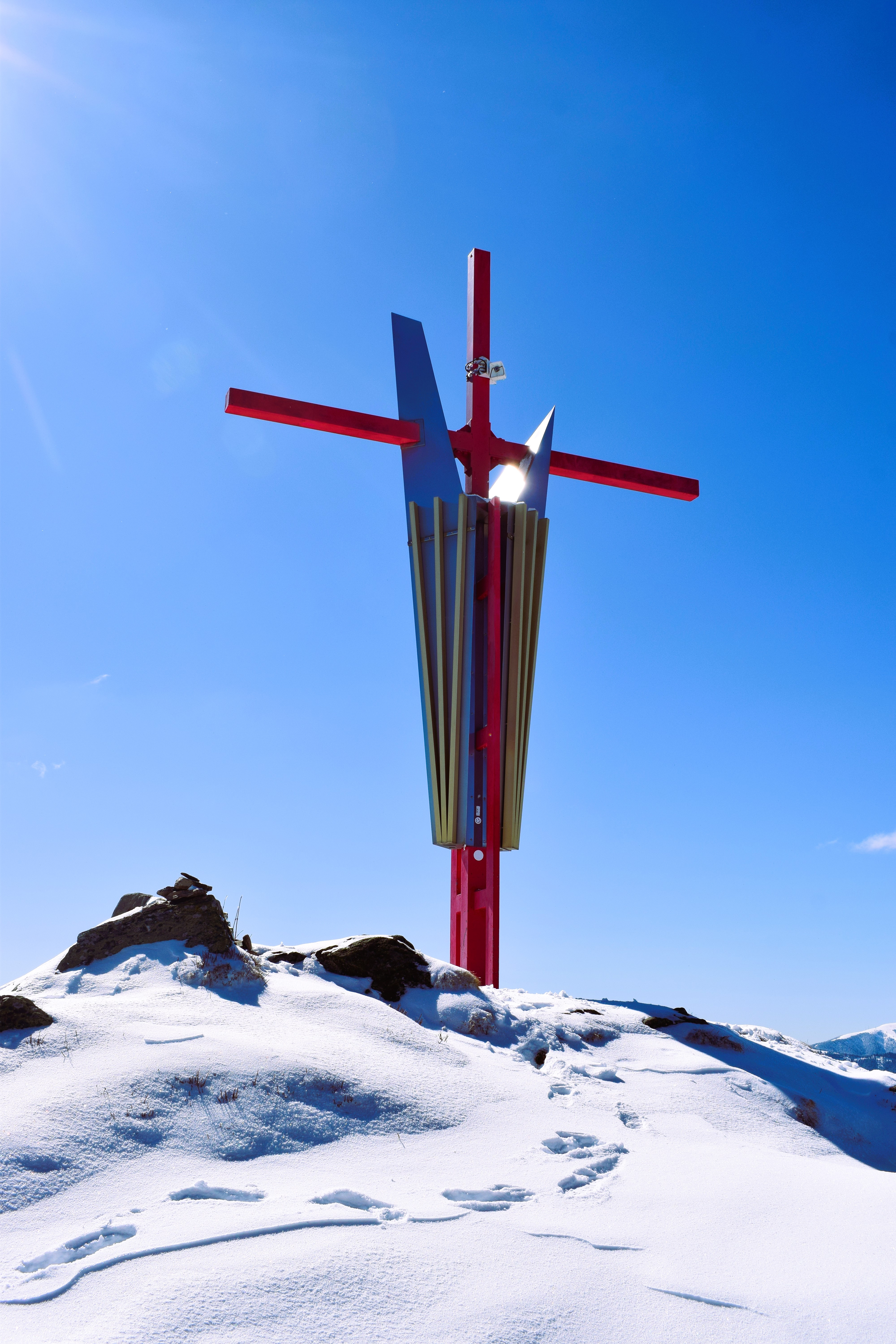
Gipfelkreuz von Georg Brandner
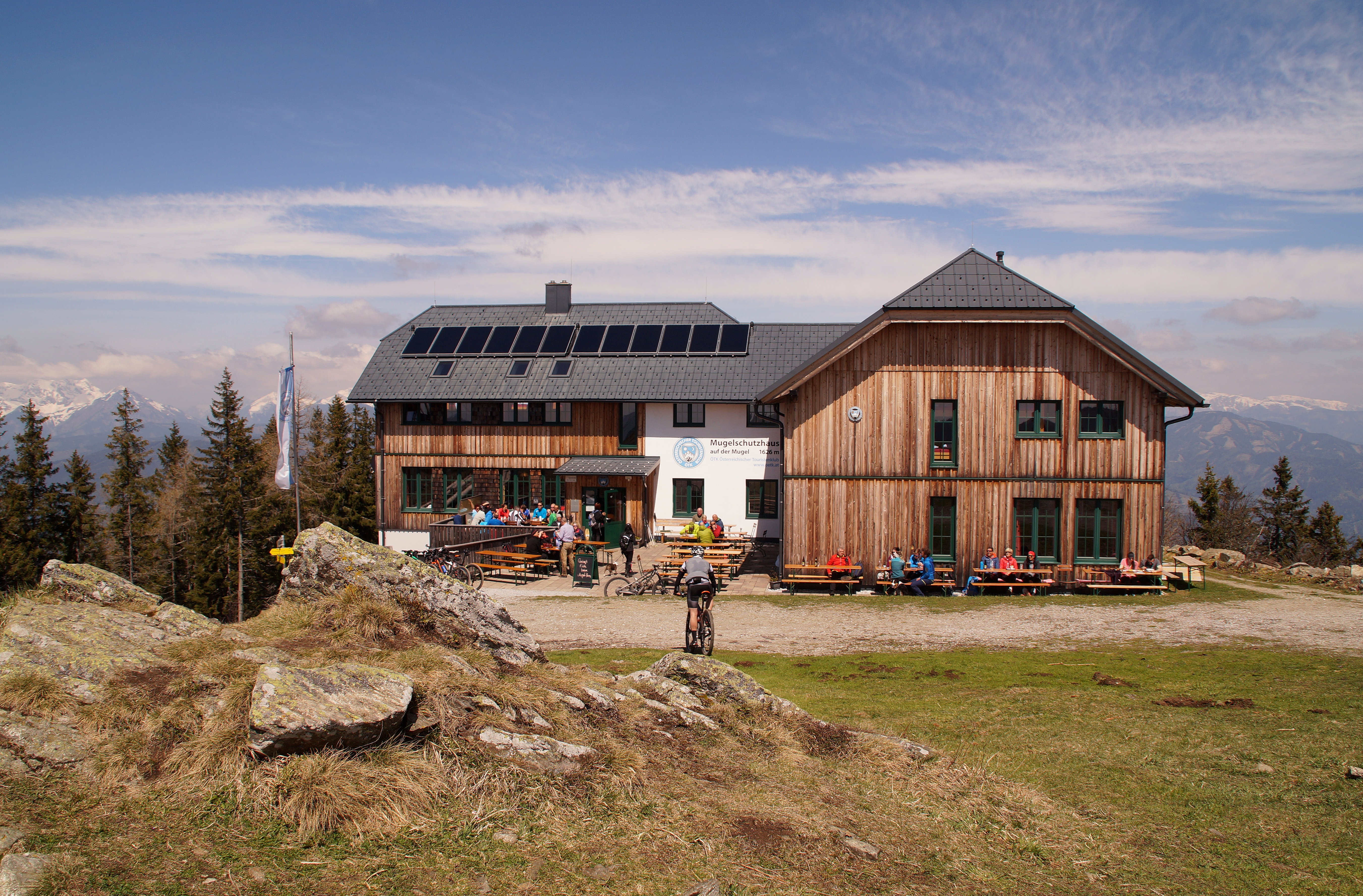
Das Mugelschutzhaus

## Sendeanlage Mugel

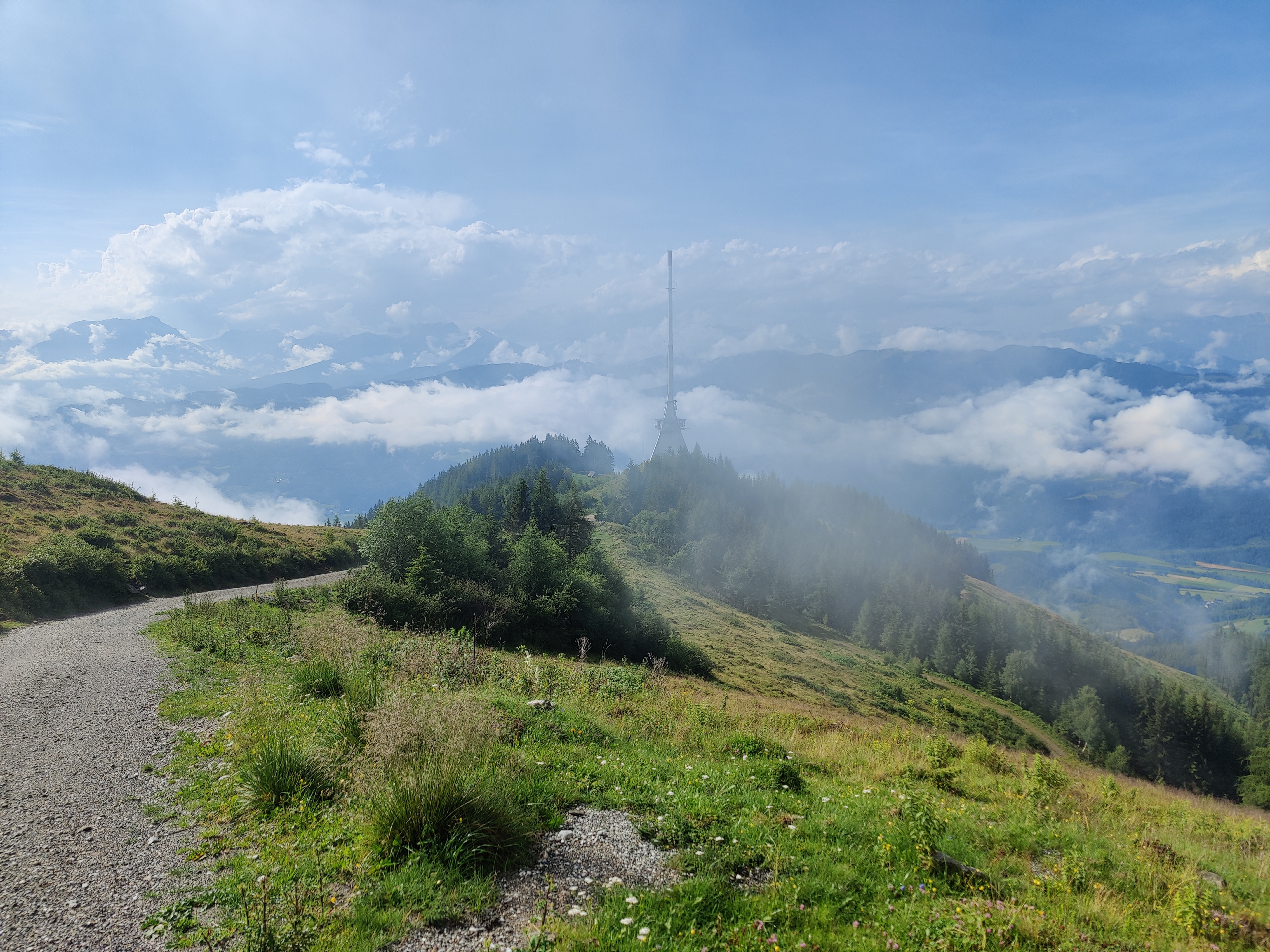
Die Sendeanlage von Südosten

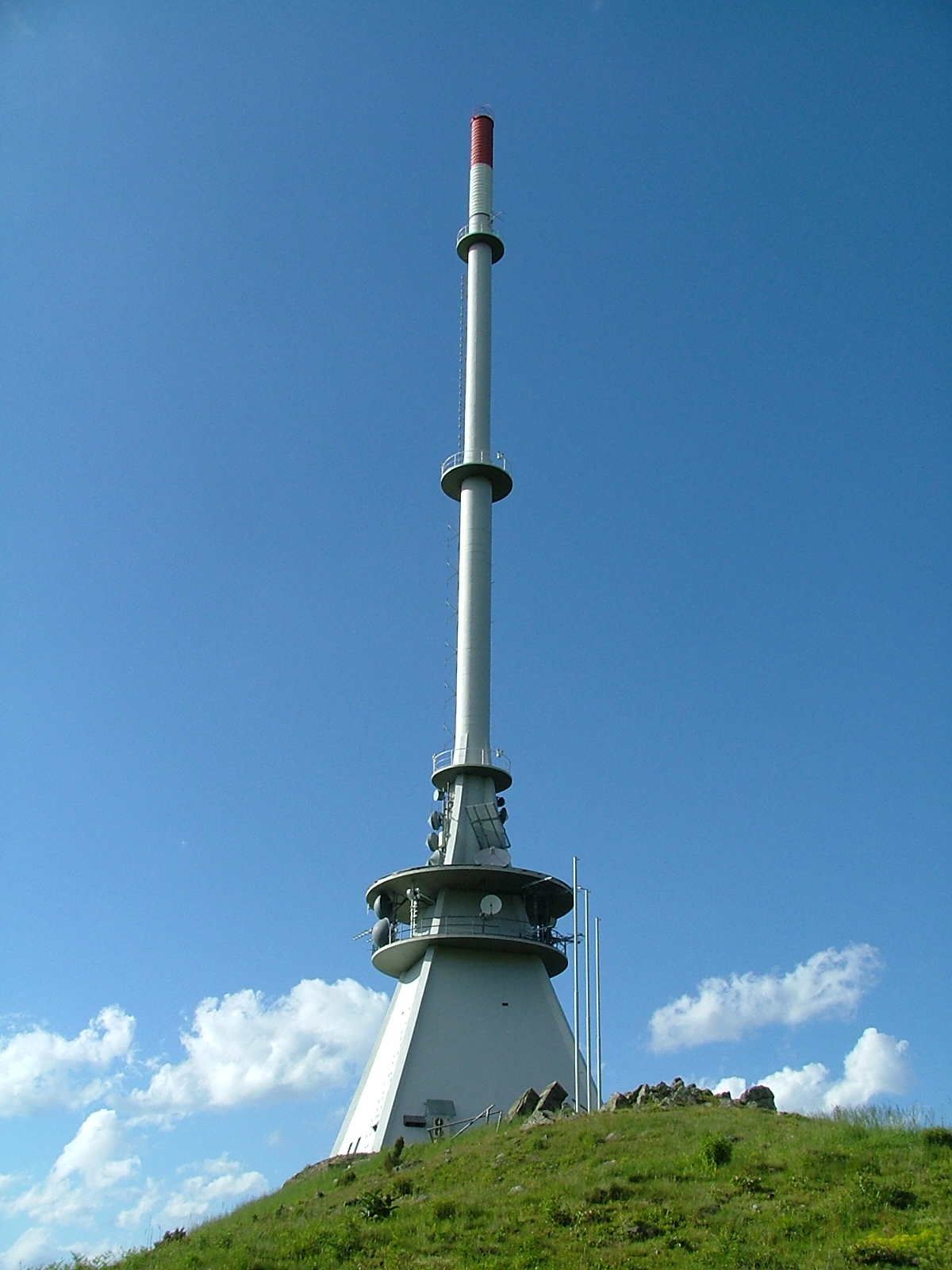
Blick auf die Sendeanlage

Rund 830 Meter nordnordwestlich des Gipfels der Mugel befindet sich auf 1433 m die Sendeanlage Mugel (Lage), eine Sendeanlage für Hörfunk und TV mit einem 88 Meter hohen Sendeturm. Der Sendeturm hat eine ähnliche Bauweise wie der Sendeturm des Senders Ochsenkopf.

### Frequenzen und Programme

#### Analoger Hörfunk (UKW)
| Frequenz (in MHz) | Programm           | RDS PS            | Senderlogo | RDS PI | Regionalisierung | ERP (in kW) | Antennendiagramm rund (ND)/gerichtet (D) | Polarisation horizontal (H)/vertikal (V) |
| ----------------- | ------------------ | ----------------- | ---------- | ------ | ---------------- | ----------- | ---------------------------------------- | ---------------------------------------- |
| 87,6              | Ö1                 | __OE_1__          |            | A201   | –                | 20          | D (10°-70°, 230°-280°)                   | H                                        |
| 89,6              | Radio Soundportal  | _SOUND-_/_PORTAL_ |            | A952   | Steiermark       | 8           | D (10°-70°, 230°-280°)                   | H                                        |
| 93,2              | Radio Steiermark   | RADIO-ST          |            | A902   | Steiermark       | 20          | D (10°-70°, 230°-280°)                   | H                                        |
| 98,7              | Hitradio Ö3        | __OE_3__          |            | A203   | –                | 20          | D (10°-70°, 230°-280°)                   | H                                        |
| 102,1             | FM4                | __FM4___          |            | A213   | –                | 20          | D (10°-70°, 230°-280°)                   | H                                        |
| 105,7             | Antenne Steiermark | ANTENNE_/__STMK__ |            | A943   | Steiermark       | 20          | D (10°-60°, 230°-280°)                   | H                                        |
| 106,6             | Radio Grün-Weiß    | *GRUEN*_/*WEISS*_ |            | A959   | Steiermark       | 2,4         | D (210°-270°)                            | H                                        |

#### Digitaler Hörfunk (DAB+)
Am 26. Mai 2020 nahm der Sender Mugel die Ausstrahlung des ersten österreichweiten MUX im Standard DAB+ auf.
DAB wird in vertikaler Polarisation und im Gleichwellenbetrieb mit anderen Sendern ausgestrahlt.
| Block                     | Programme | ERP (in kW) | Antennen- diagramm rund (ND), gerichtet (D) | Gleichwellennetz (SFN) |
| ------------------------- | --- | ----------- | ------------------------------------------- | --- |
| 5D DAB+ Austria           | DAB-Block des österreichischen Bundesmux: - #Radio ONE (80 kbit/s) - * 88,6 * (72 kbit/s) - Antenne Österreich (72 kbit/s) - arabella HOT (72 kbit/s) - arabella MAGIC (72 kbit/s) - Energy (96 kbit/s) - ERF Süd (40 kbit/s) - jö.live (72 kbit/s) - KLASSIK RADIO (72 kbit/s) - Mein Kinderradio (40 kbit/s) - oe24 Radio (72 kbit/s) - Radio Maria Österreich (72 kbit/s) - Radio Stephansdom Klassik (72 kbit/s) - Rock Antenne (72 kbit/s) - Schlagerradio Flamingo (72 kbit/s) - WELLE 1 (72 kbit/s) - ORS EPG (16 kbit/s Daten) - ORS TPEG (8 kbit/s Daten, geplant) | 10          | D (230–70°)                                 | - Niederösterreich: Semmering (Sonnwendstein), St. Pölten (Jauerling) - Steiermark: Bruck an der Mur (Mugel), Schladming (Hauser Kaibling) - Wien: Wien (Kahlenberg), Wien (DC Tower 1), Wien (Liesing) |
| 7A MUX II Stmk/Ktn/Bgld-S | - Antenne Kärnten 72 kbp/s - Antenne Steiermark 72 kbp/s - Grün-Weiß (72 kbp/s) - Radio MediaMarkt (72 kbp/s) - Radio Val Canale (72 kbp/s) - Rock FM (48 kbp/s) - Soundportal (72 kbp/s) | 10          |                                             | - Steiermark: Bruck an der Mur (Mugel), Schladming (Hauser Kaibling) |
| 8B MUX III                | - #Radio Rot Weiss Rot (112 kbp/s) - #Super 80s (112 kbp/s) - *SOL* (56 kbp/s) - ARABELLA (72 kbp/s) - Antenne Hit (72 kbp/s) - Flash 90s (72 kbp/s) - Beats Radio (72 kbp/s) - LoungeFM (40 kbp/s) - Inforadio (40 kbp/s) - Musiksender GÖD (72 kbp/s) - Nostalgie (96 kbp/s) - Superfly (72 kbp/s) - Radio VM1 (72 kbp/s) - Radio Bollerwagen (72 kbp/s) - XXXL RADIO (72 kbp/s) - SPI (16 kbp/s Daten) | 10          |                                             | - Burgenland: Rechnitz (Hirschenstein) - Oberösterreich: Linz (Lichtenberg) - Steiermark: Bruck an der Mur (Mugel), Graz (Schöckl), Schladming (Hauser Kaibling) - Tirol: Innsbruck (Patscherkofel)     |

#### Digitales Fernsehen (DVB-T2)
Bis zur Umstellung auf DVB-T2 wurden folgende Programme per DVB-T verbreitet.
| Kanal | Frequenz (in MHz) | Multiplex                           | Programme im Multiplex                                         | ERP (in kW) | Polarisation horizontal (H) / vertikal (V) | Modulations- verfahren | FEC | Guard- intervall | Bitrate (in MBit/s) | Gleichwellennetz (SFN)    |
| ----- | ----------------- | ----------------------------------- | -------------------------------------------------------------- | ----------- | ------------------------------------------ | ---------------------- | --- | ---------------- | ------------------- | ------------------------- |
| 25    | 506               | ORS-Bouquet B                       | - ORF III - ORF SPORT + - 3sat - Puls 4 - Servus TV            | 63          | H                                          | 16-QAM                 | 5/6 | 1/4              | 16,59               | –                         |
| 41    | 634               | ORS-Bouquet A Steiermark/Burgenland | - ORF 1 - ORF 2 (Steiermark) - ORF 2 (Burgenland) (ztw.) - ATV | 70          | H                                          | 16-QAM                 | 3/4 | 1/4              | 14,93               | Semmering (Sonnwendstein) |

## Analoges Fernsehen (PAL)
Bis zur Umstellung auf DVB-T wurden folgende Programme in analogem PAL gesendet:
| Kanal | Frequenz (MHz) | Programm           | ERP (kW) | Polarisation horizontal (H)/ vertikal (V) |
| ----- | -------------- | ------------------ | -------- | ----------------------------------------- |
| 9     | 203,25         | ORF 1              | 20       | H                                         |
| 35    | 583,25         | ATV                | 200      | H                                         |
| 41    | 631,25         | ORF 2 (Steiermark) | 200      | H                                         |